# Hexamethylwolfraam
Hexamethylwolfraam is de organowolfraamverbinding met als brutoformule W(CH3)6. Er treedt een directe binding op tussen koolstof en het metaal wolfraam, dus deze verbinding valt onder de organometaalverbindingen. W(CH3)6 is bij kamertemperatuur een rode kristallijne stof die makkelijk reageert met lucht (zuurstof). De stof is zeer vluchtig en sublimeert al bij −30 °C. De zes methylgroepen zorgen voor een hydrofobe mantel, waardoor W(CH3)6 goed oplost in petroleum, alkanen, aromatische koolwaterstoffen, ethers, koolstofdisulfide en tetra.

## Synthese
Hexamethylwolfraam is voor het eerst beschreven in 1973 door Wilkinson en Shortland, die de reactie van methyllithium met Wolfraam(VI)chloride in ether bestudeerden. Het onderzoek naar deze reactie werd deels uitgevoerd in de hoop dat de octaëdrische complexen stablieler zouden blijken dan de thermisch instabiele tetraëdrische methylcomplexen van de overgangsmetalen. In 1976 beschreven Wilkinson en Galyer een verbeterde synthese waarbij trimethylaluminium (in combinatie met trimethylamine) als methylbron werd toegepast. De verbeterde synthese verloopt volgens onderstaande reactievergelijking:
{\displaystyle \mathrm {WCl_{6}\ +\ 6\ Al(CH_{3})_{3}\ \longrightarrow \ W(CH_{3})_{6}\ +\ 6\ Al(CH_{3})_{2}Cl} }
Naast de twee eerder beschreven syntheses is later ook de synthese op basis van WCl6 of WF6 en dimethylzink beschreven:
{\displaystyle \mathrm {WX_{6}\ +\ 3\ Zn(CH_{3})_{2}\ \longrightarrow \ W(CH_{3})_{6}+\ 3\ ZnX_{2}\ \ \ (X=F,Cl)} }

## Moleculaire geometrie
Op het eerste gezicht lijkt de structuur simpel: zes substituenten dus een octaedrisch molecuul. W(CH3)6 blijkt echter een vervormd trigonaal prisma te zijn met C3v symmetrie (het makkelijks te zien in de onderste figuur rechts). Het trigonale prisma is ongebruikelijk voor zes-gecoördineerde organometaalcomplexen.
In de eerste publicaties werden de resultaten van met name de IR-spectrometrie uitgelegd in het voordeel van de verwachte octaëdrische omringing (Oh structuur) van wolfraam door de methylgroepen. In 1978 leek een studie waarin fotoelektron spectroscopie werd toegepast de Oh structuur te ondersteunen. Vanaf de eerste beschrijving in 1973 bleef het octaëdrische model onaangetast, totdat in 1989 door Morse en Girolami met behulp van Röntgendiffractie werd aangetoond dat [Zr(CH3)6]2− een trigonaal prismatische structuur bezat. In analogie met deze door hen bestudeerde verbinding, voorspelden zij voor andere d0 ML6 verbindingen zoals de, soms negatief geladen, hexamethylcomplexen Nb(CH3)6−, Ta(CH3)6− en W(CH3)6 ook een trigonale prismatische structuur. Nader onderzoek op basis van deze voorspelling, met gebruikmaking van gasfase elektronendiffractie toonde inderdaad de prismatische structuur aan, Het prisma is vervormd, wat blijkt uit het ontbreken van de D3h of C3v symmetrie. In 1996 kon de researchgroep rond Seppelt via röntgendiffractie aan een eenkristal aantonen dat W(CH3)6 als structuur een sterk vervormd trigonaal prisma bezat.
In de middelste figuur rechts is de structuur weergegeven zoals deze door Seppelt etal gemeten is. Het ideale trigonale prisma met D3h symmetrie is vervormd door het meer openvouwen van het ene (bovenste) drietal methylgroepen. De hoek C-W-C bedraagt 94 tot 97° en de koolstof-wolfraambindingen zijn iets korter. Het andere (onderste) drietal vertoond kleinere bindingshoeken (75-78°) in combinatie met een iets langere binding.
De afwijking van de verwachte octaëdrische structuur kan toegeschreven worden aan een tweede orde Jahn-Teller-effect.
In 1995, iets eerder dan Seppelt en Pfennig hun metingen publiceerden, hadden Landis etal op basis van valentiebindingstheorie en berekingen met behulp van VALBOND
De geschiedenis van de structuuropheldering van W(CH3)6 is een duidelijke beschrijving van de problemen die op kunnen treden bij het interpreteren van gegevens, in dit geval spectra, van totaal nieuwe verbindingen. De eerste gegevens gaven weinig reden om aan te nemen dat de structuur zou afwijken van de op een grote hoeveelheid data gebaseerde ervaringswijsheid. De kans blijft echter aanwezig dat de in eerste instantie getrokken conclusies nader overwogen moeten worden. Voor 1989 was er geen aanleiding te denken dat de structuur van ML6 verbindingen iets anders zouden kunnen zijn dan octaëdrisch. Nieuwe gegevens en verbeterde analytische methoden suggereerden het bestaan van uitzonderingen op de regel, en W(CH3)6 bleek zo'n bevestiging van de regel. De ontdekkingen waren aanleiding om de theorie voor de geometrie van ML6-verbindingen nog eens grondig te herzien.

### vervormde trigonale prismastructuur
Andere verbindingen met vervormde trigonale prismastructuur zijn ander andere:
- MoMe6
- [NbMe6]−
- [TaPh6]− (Ph = fenyl)

Dit zijn allen complexen van het type d0.

### regelmatige trigonale prismastructuur
Regelmatige trigonale prisma's worden met D3h symmetrie worden onder andere aangetroffen in:
- ReMe6 (d1)
- [TaMe6]− (d0)
- [ZrMe6]2− (d0).[13]

## Reactiviteit
Hexamethylwolfraam ontleedt bij kamertemperatuur, waarbij methaan en sporen ethaan ontstaan. Het zwarte residu bevat polymethyleen en wolfraam, hoewel de vorming van metallisch wolfraam uit W(CH3)6 zeer onwaarschijnlijk is.
Zoals veel complementariteit, is ook WMe6 niet bestand tegen zuurstof. Op vergelijkbare wijze geeft de reactie met zuren aanleiding tot het vrijmaken van methaanen ogeefinieerde wolfraambevattende substanties. Met halogenen ontstaan de monohalomethanen in combinatie met wolfraamhalogenides.

## Mogelijk gebruik
In 1991 is een patent aangevraagd waarbij W(CH3)6 werd toegepast als bron van wolfraam in de Chemical vapor deposition. Hoewel het principe van deze techniek wel wordt toegepast in de fabricage van halfheleiders worden daarvoor wolfraam(VI)chloride en waterstof gebruikt.

## Veiligheid
Als gevolg van het werken met W(CH3)6 is een aantal ernstige explosies opgetreden. Zelfs uitsluiting van lucht(zuurstof) bood geen voldoende bescherming.